# Banki (geneeswijze)
Banki (meervoud van banka, "potje, blikje") is een traditionele Russische geneeswijze toegepast bij klachten als spierpijn, rugpijn, verkoudheid etc. Een banka is een glazen object dat doet denken aan een elektriciteitslampje maar dan van veel dikker glas. Met een vlam, bijvoorbeeld afkomstig van een aansteker, wordt de lucht in de banka verhit, waarna ze direct op de huid wordt geplaatst. De afkoelende lucht veroorzaakt een onderdruk in de banka die een kracht op de huid uitoefent, en daarin zit de kern van de behandeling. Het is zeer ontspannend. Er worden zo’n 10-15 banki per keer gebruikt. Ze worden meestal op de rug of de borst gezet. De patiënt moet 15-20 minuten blijven liggen. De behandeling is pijnloos, indien het op de juiste manier wordt uitgevoerd. De banki laten vaak donkere kringen achter die vanzelf weer weggaan. Als de banki te lang blijven zitten, kunnen er lichte blaren ontstaan. 